# Le Renard (thème)
Pour les articles homonymes, voir Thème et Renard (homonymie).
Clip vidéo
[vidéo] « France Musique concerts - Le Renard (The Fox) », sur YouTube
[vidéo] « Lalo Schifrin : Le Renard (The Fox) », sur YouTube
[vidéo] « Dim : Toutes des Marylin (1971) », sur YouTube
Le Renard (thème) (Theme from The Fox, en anglais) est un thème de musique de film du compositeur américano-argentin Lalo Schifrin, composé pour le film canadien Le Renard de Mark Rydell, de 1967,.

## Histoire
Le célèbre compositeur de musiques des séries et de films américains (dont Mannix, Starsky et Hutch, Mission Impossible, Opération Dragon, Bullitt, L'Inspecteur Harry...) compose cette œuvre romantique et mélancolique, interprétée au piano, flûte et harpe,, pour la comédie dramatique canadienne Le Renard, de 1967. Ce film remporte entre autres le Golden Globe du meilleur film étranger 1968, alors que Lalo Schifrin est nommé pour l'Oscar de la meilleure musique de film 1968 et pour le Grammy Awards 1969 de la meilleure musique originale.
Le compositeur américain Hugo Montenegro reprend et adapte ce titre en 1970, avec un style syncopée de bossa nova jazzy, pour la musique publicitaire et l'image de marque d'une importante et longue campagne de spots publicitaires pour la marque française Dim (lingerie),,.

## Reprises et adaptations
Ce titre est réédité sur de nombreuses compilations de musiques de film, et repris et adapté par de nombreux interprètes, dont Al Jarreau (avec des paroles), Hugo Montenegro, Henry Mancini, Tony Bennett, Wes Montgomery...

## Cinéma, musique de film, télévision
- 1967 : Le Renard, de Mark Rydell.
- 1970 : musique publicitaire d'une importante campagne publicitaire pour la marque Dim (lingerie)